# イヴェット・ヤング
イヴェット・ヤング（Yvette Young、1991年6月18日 - ）は、アメリカのミュージシャン。コヴェットのギタリスト。

## 略歴
中国系の音楽一家の出身で、父親のフィルは歌手、アコーディオン奏者、作曲家であり、母親はオルガニスト兼アコーディオン奏者である。 その影響もあり、4歳からピアノ、7歳からヴァイオリンを習い、クラシック音楽に親しむ。中学生・高校生の時にはカリフォルニア・ユース・シンフォニーに所属し、コンクールやコンサートのピアニストとして活躍。この時に来日経験がある。その後、これらの音楽経験を生かして、アコースティックギターのフィンガースタイルとタッピングを独学で習得する。2009年、ギターの演奏動画をSNS上に投稿し、音楽活動を始める。2013年にカリフォルニア大学ロサンゼルス校を卒業後、美術の学士号を取得。専攻は美術と視覚パフォーマンス教育であった。2014年に Acoustics EP というタイトルの EP をリリースし、2015 年に Natalie Evans とのスプリット EP をリリースしてディスコグラフィーをさらに拡大。2017 年 6 月、Acoustics EP 2 というタイトルの 2 番目の EP をリリースした。
前述のとおり、美術家としての側面も持ち合わせていて、ギターの絵柄を含む、ユニークなイラストやアート作品を製作している。彼女の作品の 1 つは、2020 年 6 月にリリースされた、コヴェットのアルバムTechnicolor のジャケットとして使用されている。

## 人物
彼女の周囲も、彼女自身も彼女のことを「完璧主義者」と評している。しかし、その性格が災いし、ピアノのコンクールに参加して、良い成績を維持し、さらにはすべてのことに秀でていなければならないという重圧によって、中学2年生から高校卒業まで、拒食症、うつ病、不安神経症などの精神病で何度も入院した経験や、自傷行為の経験がある。現在は健康であるものの、未だに完治には至っていない。　

## 使用機材[5]

### ギター
Ibanez talman
多数所持。2019年以降はメインギターである。サンバーストのTM730や、TC630をピンクに塗装したものや、TM1702に鳥のデザインが描かれたものなど、種類も多岐にわたる。
- YY10 TM730のスライムグリーンスパークルのカラーリングにラメ加工が施されたモデル。シグネチャーモデルとして販売されている。
- YY20 TM1702のオレンジクリームスパークルにラメ加工が施されたモデル。シグネチャーモデルとして販売されている。

Strandberg Boden J7
主に初期に使用。ボディーにイラストが描かれている。
Cort GA5F-MD
アコースティックギター。
エフェクター
- EarthQuaker The Warden

ノブはTone:12時、Attack:1時、Release:2時、Level:1時、Ratio:1時、Sustain:3時でセッティング。ブースターとして用いている。
- EarthQuaker Avalanche Run

ディレイ。スタジオツールとして用いている。
- Caroline Guitar Company SOMERSAULT

コーラス・ビブラートペダル。
- a Fathom Reverb

ショートテール・リバーブ。decay:11時、dampen:12時、mix:1時、X:9時、program:off、modはLOに設定。
- Julia Chorus

rate:8時、depth:4時、log:3時、d-c-v:4時。音色により深く揺らぎを与える時に用いている。
- MXR Carbon Copy Deluxe Analog Delay

ディレイ。セッティングはMIX:4時、REGEN:1時、DELAY:2時、SPEED:12時、WIDTH:12時。
- MXR Bass Octave Deluxe

ベース用エフェクターだが、音を重厚にするために用いている。GROWL、DRY、GIRTHともに1時でセッティング。
- Electronic Audio Experiments Longsword

クリーンブースターとして使用。ノブはLEVEL:11時、HIGH:9時、MID:2時、LOW:3時、DRIVE:21時、BOOST:9時。
- Meris Mercury7

アナログリバーブ。SPACE DECAY:8時、MODULATE:8時、MIX:11時、LO FREQUENCY:12時、PITCH VECTOR:OFF、HI FREQUENCY:1時の設定。
- TC Electronic Ditto

ルーパー。楽曲「Glimmer」などで使用。
- Ground Control Amaterasu V2

ブースター。セッティング不明。
- TC Electronic PolyTune3

チューナー。
- MXR Ten-Band EQ

イコライザー。基本的にストランドバーグとともに用いる。

### アンプ
- VOX AC-30W

表面にTOYOTAのロゴが貼付されている。セッティングは、TREBLE:1時、BASS:9時。REVERBはレベルは低め、TOMEは12時にしている。TREMOLOとTONE CUTは使用していない。